# Usajla
Usajla (arab. عسيلة, Usayla) – wieś w Syrii, w muhafazie Hims. W 2004 roku liczyła 360 mieszkańców.